# Botanik und Naturschutz in Hessen
Botanik und Naturschutz in Hessen ist eine seit 1987 jährlich erscheinende botanische Fachzeitschrift, in der begutachtete wissenschaftliche Artikel zu systematischen, floristischen, vegetationskundlichen, ökologischen sowie wissenschaftsgeschichtlichen Themen mit Schwerpunkt in Hessen, aber auch zu angrenzenden Gebieten erscheinen. Ergänzt werden die Artikel durch aktuelle Fundmeldungen bemerkenswerter Pflanzenarten aus Hessen.
Neben der regulären periodischen Publikation erscheinen in unregelmäßigen Abständen Beihefte und Monographien zu botanischen Themen.
Sie wird herausgegeben von der Botanischen Vereinigung für Naturschutz in Hessen.